# Karel II van Ligny
Karel II van Luxemburg-Ligny (circa 1572 - 18 februari 1608) was van 1576 tot aan zijn dood graaf van Ligny en van 1576 tot 1587 graaf en van 1587 tot aan zijn dood hertog Brienne. Hij behoorde tot het huis Luxemburg-Ligny.

## Levensloop
Karel II was de oudst overlevende zoon van graaf Jan van Ligny uit diens huwelijk met Guillemette van der Mark, dochter van Robrecht IV van der Marck, hertog van Bouillon. Hij was nog een klein kind toen hij na de dood van zijn vader in 1576 graaf van Ligny en Brienne werd. Zijn oom Frans van Ligny, in wiens schaduw hij in zijn hele leven stond, was de eerste hertog van Piney-Luxemburg.
In de eindfase van de Hugenotenoorlogen (de Drie-Hendriken-oorlog) was hij net als zijn oom een bondgenoot van koning Hendrik III. In 1587 werd hij als beloning verheven tot hertog van Brienne en pair van Frankrijk. Het Parlement van Parijs weigerde hem echter de adelsbrieven toe te kennen. In 1588/1589, als gevolg van het schisma tussen de koning en hertog Hendrik I van Guise, streed Karel tegen de Heilige Liga. Na de moord op Hendrik III ondersteunde hij Hendrik van Navarra, die onder de naam Hendrik IV de nieuwe Franse koning werd. Die benoemde Karel II tot gouverneur van Metz en in 1597 werd hij zelfs opgenomen in de Orde van de Heilige Geest.
In 1583 huwde hij met Anne-Marie de Nogaret (1570-1605), dochter van heer Jean de Nogaret de La Valette. Het huwelijk bleef kinderloos. Karel II stierf in februari 1608 op 36-jarige leeftijd. Gezien hij geen mannelijke nakomelingen naliet, werd zijn zus Louise hertogin van Brienne en volgde zijn oom Frans hem op als graaf van Ligny.